# Boson de Talleyrand-Périgord
Charles Guillaume Frédéric Boson de Talleyrand-Périgord, príncep de Sagan (1845), duc de Sagan i de Talleyrand (1898) (Auteuil (Sena), 7 de maig de 1832 - 7è districte de París, 21 de febrer de 1910), fou un oficial de cavalleria i dandi francès.
Fill de Louis de Talleyrand-Périgord i net de la duquessa de Sagan Dorothée de Courlande i d'Edmond de Talleyrand-Périgord, es casà l'any 1858 amb Jeanne Seillière (1839-1905). Oficial de cavalleria, va ser una de les figures destacades de la "bona societat" de la segona meitat del segle xix.
El príncep de Sagan inspirà Marcel Proust a A la recerca del temps perdut per a descriure la vellesa del duc de Guermantes i sobretot del baró de Charlus. El vell príncep era força elegant, però privat d'intel·ligència. Vivia separat de la seva esposa, rica hereva de la família Seillière i emparentada amb Mme Aubernon, i passava les seves tardes a París al "foyer" de la Comédie-Française, una rosa al trau, amb els seus vells amics el general de Gallifet i Charles Haas. Tenia una garçonnière a sobre del Cercle de la rue Royale i el seu nom arcaic va inspirar Proust per al del duc de Guermantes, Basin. Mantenia un culte platònic per la bella comtessa Greffulhe, però les seves cartes, respectuoses en aparença, contenien entre línies propòsits molt menys "convenients", escrits amb tinta simpàtica.
El príncep de Sagan va tenir un atac l'any 1908 que el deixà mig paralitzat i l'havien de dur en cadira de rodes (com Charlus). S'aferrava al braç de la seva butaca murmurant a la gent que trobava « Molt plaer, molt plaer ! (Beaucoup de plaisir, beaucoup de plaisir !)» La seva dona, que passava els seus estius a la seva Ville Persane a Trouville, on es passejava a la vora de la platja amb un patge negre (com la princesa de Luxemburg a la Recerca), va tornar per ocupar-se d'ell a la fi de la seva vida.